# Savoy Records

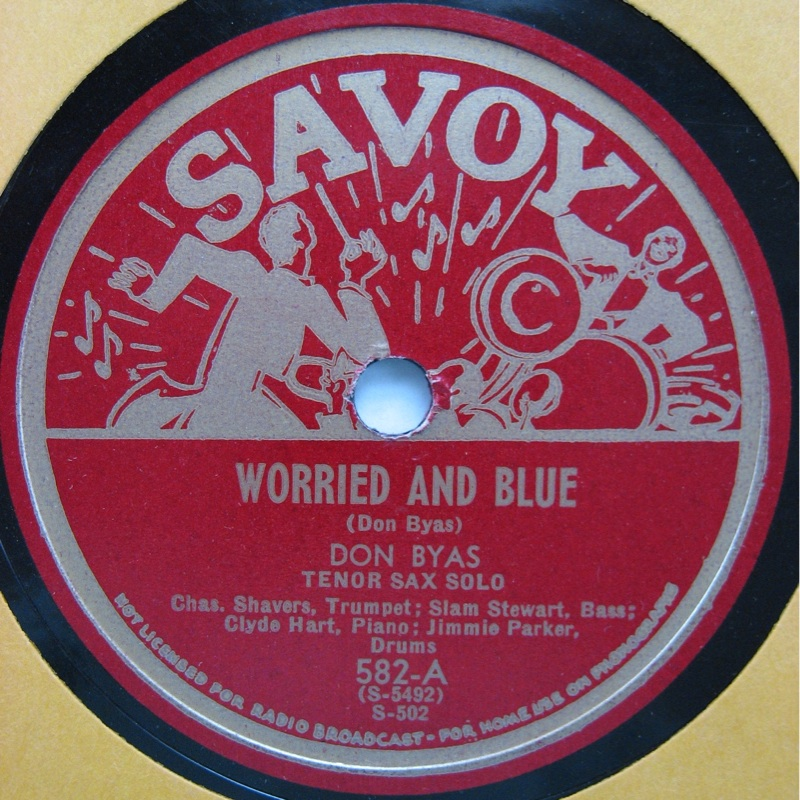
78er-Schellack-Platte von Don Byas auf Savoy Records: „Worried and Blue“

Savoy Records war ein amerikanisches Plattenlabel für Jazz und Gospel Music. Es hatte einen maßgeblichen Anteil am Erfolg des Bebop und später des Hardbop.

## Geschichte des Labels
Savoy Records, ansässig in Newark (New Jersey), wurde im Jahr 1942 von Hermann Lubinsky gegründet. Seine wichtigsten Produzenten waren Teddy Reig und ab 1954 Ozzie Cadena; dieser wird auch auf allen Platten des Labels als Produzent erwähnt. Savoy veröffentlichte viele wichtige Bebop-Platten, zunächst als 78er, dann als Langspielplatte. Bereits Ende der 1940er übernahm Savoy den Katalog von Regent, Ende der 50er den des kurzlebigen Labels Signal. Als die Verkaufszahlen durch das Aufkommen des Rock ’n’ Roll Mitte der 1950er Jahre zurückgingen, konzentrierte Lubinsky sein geschäftliches Interesse mehr auf Gospelmusik. In diesem Bereich war er in der Zusammenarbeit mit James Cleveland, den Roberta Martin Singers und dem Gospel Music Workshop of America erfolgreich.
Nach Lubinskys Tod 1974 erwarb Clive Davis, der Manager von Arista Records den Bebop-Katalog von Savoy. Danach begann die japanische Firma Denon in den 1990ern eine größere Reissue(Wiederveröffentlichungs)kampagne.
Momentaner Besitzer ist die Columbia Music Entertainment; sie veröffentlicht die CDs unter dem Sublabel Savoy Label Group.

## Die Bebop- und Hardbop-Veröffentlichungen
Seinen Ruhm bei der Jazz-Gemeinde verdankt Savoy Records in erster Linie den Veröffentlichungen des Bebop-Altsaxophonisten Charlie Parker: Von 1945 bis 1948 erschienen auf Savoy die für den Modern Jazz wegweisenden Standards wie Ko Ko, Billies Bounce, Cheryl, Barbados, Constellation, Scrapple From The Apple und viele andere mehr. Des Weiteren erschienen auf dem Label die klassischen Platten auf dem Übergang vom späten Swing der small bands zum Bebop von Billy Eckstine, Lester Young, Don Byas, Erroll Garner, George Shearing, Charlie Ventura. Das Hauptwerk bildeten aber die Platten des Bebop (beginnend mit Charlie Parkers Ko Ko Session (The Charlie Parker Story), 1945) und des Hardbop: Zunächst der frühe Dexter Gordon (produziert von Ralph Bass), Fats Navarro, Stan Getz, Wardell Gray, Howard McGhee, Jay Jay Johnson, dann, ab Mitte der 1950er Jahre, die Hardbopper Cannonball Adderley, Nat Adderley, Kenny Clarke, Gigi Gryce, Duke Jordan, Hank Jones, Lee Morgan, Curtis Fuller, Red Rodney und schließlich Wilbur Harden und John Coltrane.
In den frühen 1960er Jahren versuchte Savoy einige der damals wichtigen Avantgarde-Jazzmusiker wie Paul Bley, Sun Ra, Perry Robinson oder Archie Shepp herauszubringen. Gegenüber den großen Jazzlabeln wie Blue Note Records und dem gerade gegründeten Impulse Records konnte sich Savoy Records jedoch nicht auf dem Markt behaupten. Die Schallplatte Footloose von Paul Bley aus dem Jahr 1964 sollte eine der letzten Jazz-Veröffentlichungen des Labels sein.

## Wichtige Alben
- 1944 – Lester Young: The Master’s Touch
- 1944 – Charlie Parker: The Immortal Charlie Parker
- 1945 – Charlie Parker: The Charlie Parker Story
- 1946 – Fats Navarro: Memorial
- 1946 – J. J. Johnson: Jazz Quintets
- 1947 – Charlie Parker: Charlie Parker Memorial Volume 1
- 1947 – Charlie Parker: Charlie Parker Memorial Volume 2
- 1949 – Charlie Parker: The Bird Returns
- 1949 – George Wallington: The George Wallington Trio
- 1950 – Dizzy Gillespie: Groovin’ High
- 1954 – Charles Mingus, Teo Macero, John LaPorta: Jazz Composers Workshop
- 1955 – George Shearing: Great Britain’s Marian McPartland & George Shearing
- 1955 – Kenny Clarke: Bohemia After Dark
- 1955 – Duke Jordan: Duke Jordan Trio & Quintet
- 1955 – Hank Jones: Quartet/Quintet
- 1955 – Gigi Gryce: Nica’s Tempo
- 1956 – Milt Jackson: The Jazz Skyline; Jackson’s-Ville
- 1956 – The Jazz Message of Hank Mobley
- 1956 – Lee Morgan: Introducing Lee Morgan
- 1957 – Red Rodney: Fiery
- 1957 – Sahib Shihab: Jazz Shihab
- 1958 – Wilbur Harden und John Coltrane: Tanganjika Strut; Mainstream 1958, Jazz Way Out
- 1959 – Curtis Fuller: The Curtis Fuller Jazztet with Benny Golson
- 1959 – Curtis Fuller: Blues-ette
- 1961 – Sun Ra: The Futuristic Sounds of Sun Ra
- 2016 – Classic Savoy Be-Bop Sessions 1945–49 (Mosaic Records)

## Savoy Records Sublabels
- Acorn Records (1949 – 1951)
- Gospel Records (1958 – frühe 1970er)
- Regent Records (1947 – 1964)
- Sharp Records (1960 – 1964)